# Bunkers vliegbasis Soesterberg
De Bunkers van vliegveld Soesterberg vormen een gemeentelijk monument in de gemeente Soest in de provincie Utrecht. De bunkers staan bij het nieuwe Militaire Luchtvaart Museum.
Op de voormalige Vliegbasis Soesterberg staan nog de restanten van twee onderkomens die door de Duitsers werden gebouwd in het begin van de Tweede Wereldoorlog. De kleine bunker heeft een ingang, de grote heeft er twee. De onderkomens staan aan de buitenzijde tegen een aarden wal. Bij de verbouwing in 1952 werd de kleinste bunker verbouwd tot telefooncentrale en ruimte voor de verbindingsdienst. Later werd op de grote bunker (Gebouw 44) een kantine geplaatst. De onderaardse gangen die de beide bunkers met elkaar verbonden, worden nu door vleermuizen bevolkt.